# بخش مرکزی شهرستان سیب و سوران
بخش مرکزی، یکی از بخش‌های شهرستان سیب و سوران در استان سیستان و بلوچستان ایران است. مرکز این بخش، شهر سوران است.

## تقسیمات کشوری
- بخش مرکزی شهرستان سیب و سوران
  - دهستان سیب و سوران
  - دهستان شندان

شهرها: سوران و سیب

## جمعیت
بر پایه سرشماری عمومی نفوس و مسکن در سال ۱۳۹۵، جمعیت بخش مرکزی شهرستان سیب و سوران برابر با ۴۶٬۴۳۲ نفر بوده‌است.